# Kigurumi
Kigurumi (着ぐるみ) é uma palavra japonesa que designa pessoas caracterizadas ou fantasiadas como animais ou personagens de desenho animado. No Japão, são usados em shoppings, parques temáticos, convenções e etc como uma tática promocional para chamar a atenção de clientes.
É uma comunidade sobre o tema, a comunidade “Anime Kigurumi”. Na realidade, Kigurumi também pode ser a representação humanóide de personagens por meio de máscaras e corpo. Um intérprete deste estilo é chamado de “Doller” ou Animegao.
Uma outra curiosidade, é que chapéus decorados de animais também são chamados Kigurumi, mas não têm a mesma conotação do sentido citado anteriormente. As pessoas que optam por vestir Kigurumi em público são muitas vezes referidas como “kigurumin”. Os trajes, que pode ser comprados de diversas empresas, são confeccionados de forma a lembrar personagens populares. 
Por volta de 2000, ficou popular nas ruas de Tóquio outro subconjunto (pijamas de animais e personagens), aderidos pelo estilo urbano "Gal" e subconjutos que atualmente baniram os pijamas fofos, no mais frequentemente são visto usados por outras tribos urbanas no Japão, tais como "Decora".
Os pijamas inclui ursos, gatos, cães, coelhos, e outros animais ou personagens de TV (filmes, animes e etc.).